# Sonja Barjaktarović
Sonja Barjaktarović (Berane, 11 de septiembre de 1986) es una ex jugadora de balonmano montenegrina retirada que jugaba de portera. Fue la primera guardameta de la selección nacional de Montenegro y subcampeona olímpica en los Juegos Olímpicos de Verano de 2012.

## Trayectoria
Barjaktarović comenzó su carrera en el balonmano en el club montenegrino Berane. En 2005 se unió al Budućnost, equipo con el que ganó numerosos trofeos de Liga y Copa de Montenegro y levantó la Copa de Europa en la 2011/12 imponiéndose en la final al Győri ETO KC. Además de ganar el trofeo WRHL dos veces, también ganó la Recopa de Europa en dos ocasiones: en 2006 y 2010.
Con la selección, además de la medalla en el Europeo de 2012, imponiéndose en la final a la todopoderosa Noruega, el conjunto montenegrino, con estrellas como Katarina Bulatović o Bojana Popović, claudicó ante las noruegas en la final de Londres 2012, consiguió la medalla de plata en los Juegos Olímpicos de Londres 2012.

## Trofeos

### Clubes
- 1 x Liga de Campeones (2011/2012)
- 2 x Recopa de Europa (2005/06 y 2009/10)

- 3 x Liga Regional de Balonmano Femenino (2009/10, 2010/11 y 2011/12)
- 6 x Campeonato de Montenegro (2005/06, 2006/07, 2007/08, 2008/09, 2009/10, 2010/11 y 2011/12)
- 7 x Copa de Montenegro (2005/06, 2006/07, 2007/08, 2008/09, 2009/10, 2010/11 y 2011/12)

### Con la selección
- 1 x  Medalla de plata en los Juegos Olímpicos de Londres 2012
- 1 x  Medalla de Oro en el Campeonato Europeo de 2012